# メギス科
メギス科（Pseudochromidae）は、スズキ目スズキ亜目に所属する魚類の分類群の一つ。4亜科24属で構成され、メギス・タナバタメギス・センニンガジなど熱帯域の沿岸に生息する海水魚を中心に約150種が含まれる。

## 概要
メギス科は太平洋からインド洋にかけての熱帯域に分布する海水魚のグループで、サンゴ礁・タイドプールなど浅い海で生活する仲間が多い。ごくまれに汽水域に進出するが、純粋な淡水産種は含まれない。日本近海には8属17種のみが、薩南諸島以南や小笠原諸島から知られる。
体長はセンニンガジが45センチメートルほどになるが、ほとんどの種類は11センチメートル未満の小型魚類である。食用魚としての利用はほとんどなく、鮮やかな色彩をもつ種類が観賞魚として飼育対象とされる。メギス亜科など、雄と雌で体色が異なる性的二形を示すものもいる。
タナバタメギス・センニンガジが所属するグループは、かつてそれぞれが独立の科として分類されていたが、現在では亜科としてメギス科に含まれている。グランマ科・タナバタウオ科・ノトグラプトゥス科・アゴアマダイ科とも関係が深く、メギス科を加えた5科で単系統群を構成する可能性がある。

## 形態
メギス科は4亜科を含むが、センニンガジ亜科は他の3亜科と形態学的な差異が大きい。センニンガジ亜科を除くグループでは背鰭は1つで、1 - 3本の棘条と21 - 37本の軟条で構成され、臀鰭の棘条は1 - 3本、軟条は13 - 21本である。これに対し、センニンガジ亜科の背鰭は独立した1本の棘条と、32 - 79本の軟条からなる。また、臀鰭の棘条を欠き、軟条は26 - 66本。
腹鰭は1棘3 - 5軟条で、もたない種類もある。鰓条骨は6本で、椎骨は26 - 35個（センニンガジ亜科を除く）。第一上鰓骨と第二下咽鰓骨の間に軟骨構造をもたない。下顎と舌弓は靱帯によって接続することも本科の大きな特徴である。卵はフィラメント状の構造をもつ。

## 分類
メギス科はメギス亜科・タナバタメギス亜科・Anisochrominae 亜科・センニンガジ亜科の4亜科の下に、『Fishes of the World Fifth Edition』によると、24属152種が記載される。2025年現在、Fishbaseによると、24属154種が記載される。

### メギス亜科

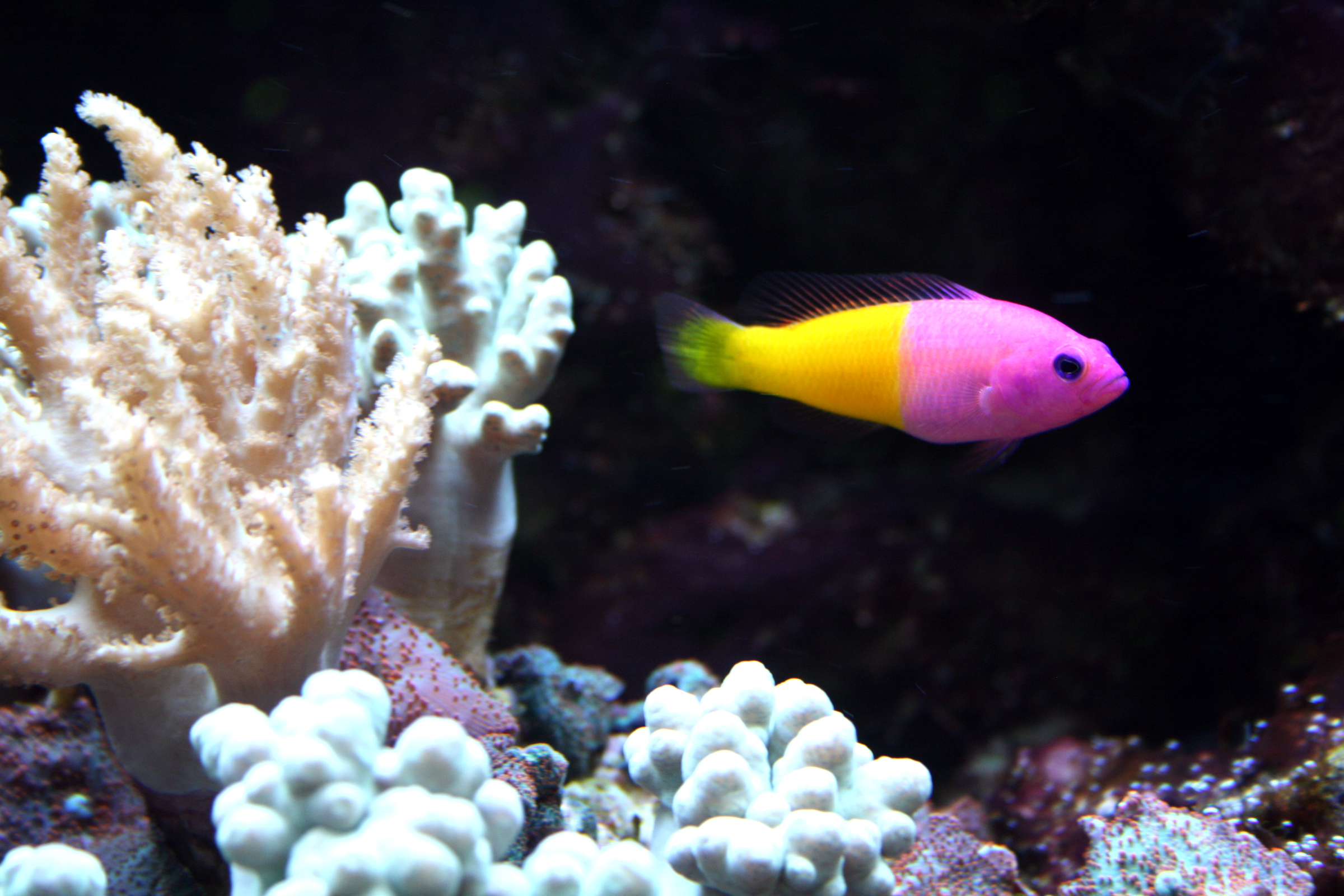
Royal dottyback Pseudochromis paccagnellae （メギス亜科）。ピンクと黄色の鮮やかな色彩が特徴で、観賞魚として知られる

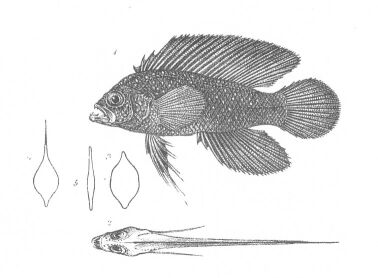
Assiculus 属の1種 A. punctatus （メギス亜科）。センニンガジ亜科を除く3亜科は、左右に側扁した平べったい体をもつ

メギス亜科 Pseudochrominae は10属約100種で構成され、日本からは少なくとも4属11種の報告がある。腹鰭は1棘5軟条で、胸鰭の鰭条は16 - 20本。頭部は鱗に覆われ、口蓋骨に歯をもつ。側線は途中で分断し、体の上部を走行する前半部と、中央を走る後半部の2つに分かれる。
- Assiculoides 属
- Assiculus 属
- ドナンメギス属 Cypho
- メギス属 Labracinus
- Manonichthys 属
- Ogilbyina 属
- Oxycercichthys 属
- Pholidochromis 属
- クレナイニセスズメ属 Pictichromis
- ニセスズメ属 Pseudochromis

### タナバタメギス亜科
タナバタメギス亜科 Pseudoplesiopinae は5属27種を含み、単系統性に強固な裏付けがなされている一群である。日本の沿岸からは3属5種が知られる。背鰭の棘条は不明瞭。腹鰭は1本の棘条と、3 - 4本の分枝しない軟条で構成される。胸鰭の鰭条は17 - 19本。鱗に覆われた頭部と、口蓋骨の歯をもつ。側線は1枚の有孔鱗のみ。
- オオメタナバタメギス属 Amsichthys
- Chlidichthys 属
- Lubbockichthys 属 - オビキヌハダタナバタメギス
- Pectinochromis 属
- タナバタメギス属 Pseudoplesiops

### Anisochrominae 亜科
Anisochrominae 亜科 は1属3種からなる。いずれも西部インド洋から知られ、日本近海には分布しない。背鰭の鰭条は1本で、脆弱。腹鰭は胸鰭の基底よりも前に位置し、1棘4軟条で構成され、軟条のうち3本は分枝する。胸鰭の鰭条は13 - 15本。頭部に鱗はなく、口蓋骨の歯を欠く。側線は1本で、背鰭の直下を走行する。
- Anisochromis 属

### センニンガジ亜科
センニンガジ亜科 Congrogadinae には8属24種が記載される。インド太平洋の潮間帯から水深140メートルまで比較的広い分布範囲をもち、カイメンの内部で生活する種類も知られる。日本にはセンニンガジ Congrogadus subducens のみが沖縄諸島周辺に分布する。
体はやや細長いものからウナギ状までさまざまで、微小な円鱗に覆われる。鰓蓋には明瞭な硬いトゲが存在する。背鰭と臀鰭の基底は非常に長く、尾鰭と連続する種類もある。背鰭の棘条は1本で、軟条（32 - 79本）から独立して存在する。半数の11種は腹鰭をもたない。側線は1 - 3本で短い。口蓋骨の歯を欠く。
- Blennodesmus 属
- センニンガジ属 Congrogadus
- Halidesmus 属
- Halimuraena 属
- Halimuraenoides 属
- Haliophis 属
- Natalichthys 属
- Rusichthys 属